# 다이버전트 (소설)
《다이버전트》(영어: Divergent)는 베로니카 로스의 데뷔 소설로, 2014년 동명 소설로 영화화되었다.